# Гокон Еллінґсен
Гокон Еллінґсен (норв. Håkon Ellingsen, 25 листопада 1894 — 22 жовтня 1971) — норвезький академічний веслувальник.
Бронзовий призер Олімпійських Ігор 1920 року в складі вісімки.